# Heidi Schüller
Adelheid Schüller, detta Heidi (Passavia, 15 giugno 1950), è un'ex lunghista e ostacolista tedesca.
Alle Olimpiadi del 1972, svoltesi a Monaco di Baviera, fu scelta per pronunciare il giuramento olimpico, prima donna nella storia dei Giochi estivi (la prima in assoluto fu l'italiana Giuliana Minuzzo alle Olimpiadi invernali di Cortina d'Ampezzo 1956).
Alle Olimpiadi di Monaco si classificò quinta nella gara di salto in lungo vinta dalla sua connazionale Heide Rosendahl. Gareggiò anche nei 100 ostacoli, dove venne eliminata in semifinale. Sempre nel 1972 si aggiudicò due titoli di campionessa nazionale: sui 50 m ostacoli indoor e sui 100 m ostacoli outdoor.